# 鈴木清助
鈴木 清助（すずき せいすけ、1860年6月17日〈万延元年4月28日〉 - 1890年〈明治23年〉4月8日）は、日本の警察官である。
戸塚派楊心流四天王の一人で柔術の達人であったが、夫婦坂で起きた国庫金輸送襲撃事件で瀕死の重傷を負いながら拳銃を持った襲撃犯を捕縛し四日後に殉職した。

## 経歴
1860年（万延元年4月）、下総国印旛郡佐倉町（現在の千葉県佐倉市）士族の鈴木羽右衛門の四男として佐倉城外下袋小路の家に生まれる。
幼少に旧佐倉藩主が設置した鹿山小学校に入り普通學を修める。旧佐倉藩士の宮崎重監に就いて経学を学ぶ傍ら、笹沼八郎から向井流泳法、夏目又之進から鏡新明智流剣術、菊間藩士の戸塚彦介から楊心古流柔術を学んだ。特に柔術の奥儀を究め楊心古流の目録を受領して当時戸塚門下の四天王の一と称された。

### 夫婦坂事件
夫婦坂事件とは1890年（明治23年）に起きた国庫金輸送襲撃事件である。
1890年4月4日（明治23年）川崎銀行佐倉支店より千葉銀行本店へ一万二千八百円の公金輸送が行われた。千葉県警巡査の鈴木清助はその護衛の任に当たった。当時汽車はなく徒歩で山間の狭くて通行の困難な道を辿るほかなかった。
午後4時に佐倉町を出発し千代田村栗山新田（現在の四街道市）に至る辺りから手拭で深く顔を包み萌黄の毛布纏った大男の浅野与右衛門がコソコソと付けて来た。浅野は行金を運んでいる脚夫と鈴木清助の一挙一動を窺っていた。鈴木清助は怪しみ浅野を先へ通そうとしたが進まなかった。鈴木清助は普通の旅客ではなく一種の悪漢ではないかを疑い挙動尋問したところ語気が曖昧であり怪しい動作が少なくなかった。そこで脚夫に目配せして警戒させ、自身は外套を脱ぎ剣の柄を取り万一に備えた。
千葉郡都賀村字原（現在の千葉市若葉区）にさしかかり夫婦坂を越える頃には七時を過ぎ日が暮れていた。この時まで見え隠れ追跡してきた浅野は突然拳銃で鈴木の臀部を撃った。被弾した鈴木清助は振り返り剣を抜いてこれに応じ、白刃を振りかざして迫るところで浅野は三発連続で拳銃を撃った。その内一発は鈴木清助の左上腕部に当たった。鈴木清助は二ヶ所の傷に屈せず数百歩追撃し、茶園に追い込み剣で左肩を切付けた。続く二刀目で切り殺すつもりだったが、これを生け捕りにすることができなかったら警察官として恥じる所であり、このような凶漢は必ず他に幾多の余罪があるはずなので逐一白状させて罰を受けさせるべきであると思い、剣を捨て多年錬磨した柔術で捕縛しようとした。鈴木清助は銃弾を二発受け心身ともに疲れた状態で、浅野は身に余るほどの大男であり力も強く激しく抵抗してきたが遂に膝下に組み伏せた。その左腕を取って捕縛しようとしたが縄が細く浅野が暴れるため切れてしまいどうすることもできない。そこで下帯を解いて左手を縛り右手の拳銃を奪おうとしたところ、浅野が鈴木清助の腹に拳銃を押し付け二発連続で撃った。一発は外れ、一発は鈴木清助の下腹部を深く貫いた。これが致命的重症となり血は滝のようにほとばしり衣服を染めたが少しもひるまずに厳重に捕縛した。浅野は共謀者がいると恐喝したが鈴木は少しも驚かず引き立て去ろうとしたところ、浅野は鈴木に対し怪我をしたかどうか再三問いかけた。鈴木は負傷したことを明かしたら浅野の気焔が増すと考え「もし、あなたのために怪我をしたら、あなたの罪が重くなるが幸いにも怪我をしなかったのであなたの罪も軽くすむ。あえて憂いることはない。」と言った。
浅野はもう敵わないと観念して「あなたの膽勇は実に驚くほかない。あなたが身を捨てて私を縛しても、その功は一二等の昇級に過ぎない。私がこのような凶行を敢えてするのは志があるからで、願わくば今私を見逃して放したら必ず千金二千金報酬として渡す。」と懇請してきた。鈴木清助はその無礼を怒り、かつ慰め叱りながら雨の後の泥道を十数町（1 km以上）歩いた。鈴木清助は重軽傷を負って疲労困憊であり倒れそうになっていたが職務重く命は軽いと自らを励ましてようやく民家にたどり着いた。浅野を地に投げ倒し風呂桶を被せ、自身はその風呂桶の上に座り逃げられないようにした。家の人に千葉署に通報させたところ、署長の岡耕三郎が巡査数名を引き連れ現場に急行した。この時、鈴木清助は風呂桶の上に跪坐し片手で流血した傷口を押さえ、片手で捕縄の一端をしっかりと握り致命傷の重症にひるまず元気旺盛であった。重傷を負っても屈しない鈴木清助の剛胆に驚いた同僚はすぐに千葉病院に入院させた。入院中に千葉県知事の石田英吉、渡邊警察部長、父や親戚等の訪問があったが襟を正して当時の顛末を述べるだけで一言も私事を言わなかった。千葉県では鈴木清助の功績を深く賞して即日巡査部長に昇進させ、千葉県知事の石田英吉から鈴木清助に対し特別賞金の金一封が贈られた。千葉病院で治療を行ったが撃たれていた所が悪く、また三箇所という重症であったため四日後の4月8日に30歳で殉職した。
犯人の浅野与右衛門は印旛郡豊住村（現在の成田市）の人であり、前年の3月に銀行の金七千円を強奪した前犯を自白した。浅野与右衛門は後に死刑が執行された。浅野が千葉警察署に勾留中に「私を逮捕した巡査は実に仁者である。当時私は追われて進退既に谷まれり、彼が一刀を真向に振り上げた時、身が両断されるところだったが忽ち刀を捨てて捕縛された。仁者でなくして誰がこれを成し得るか。今日の生命があるのは全くこの巡査の賜である。」と感嘆し監視の巡査に語った。また、千葉監獄に収監中「大概の人は銃声一発聞けば忽ち心臓を寒くして後ろを見ずに逃避するものであるのに私を捕縛した巡査は却って一発毎に勇気百倍し実に驚いたものであった。このような勇者を見たことがない。」と大いに称賛して看守に語った。
また、鈴木の治療を担当した三輪医師は「尋常の人ではないのは最初の一発でも立ち働きできないほどの重症であるのに加えて、最後の重症にも屈せずに強賊と奮闘したのは医学的より推究すれば実に不思議千万である。」と人に話したという。

## 史跡
鈴木巡査部長顕彰碑
延覚寺（千葉県佐倉市新町）にある鈴木清助の顕彰碑。この碑は総理大臣の山縣有朋の筆によるものであり、重傷を負いながら拳銃を持った襲撃犯を捕縛した功績により建てられた。
千葉縣巡査鈴木清助殉職碑
千葉県千葉市若葉区西都賀2丁目の夫婦坂にある鈴木清助の殉職碑。現在も千葉東署と千葉東地区警友会が合同慰霊祭を行っている。